# Overdose d'amore/The Ballads
Overdose d'amore/The Ballads è una raccolta del cantante italiano Zucchero Fornaciari, pubblicata nel 1999 per il mercato internazionale.

## Descrizione
Il titolo della raccolta richiama la canzone Overdose (d'amore), la quale, tuttavia, non è inclusa. I brani non sono rimasterizzati, sicché l'audio delle tracce non risulta livellato. L'unico inedito presente è Muoio per te cantato in duetto con Sting. Il brano è la cover, con testo riscritto in italiano da Zucchero, di Mad About You, già pubblicata nella versione italiana di The Soul Cages del 1991, ma, all'epoca, interpretata unicamente dal cantante britannico.

## Tracce
1. Diamante – 5:51
2. Va', pensiero (Fly, Thoughts) – 4:11
3. Menta e rosmarino – 5:26
4. Così celeste – 4:51
5. Il volo – 5:31
6. Blu (feat. Sheryl Crow) – 5:51
7. Muoio per te (feat. Sting) – 3:25 (testo: Zucchero – musica: Sting) – inedito
8. Senza una donna – 4:30
9. Miserere (feat. Luciano Pavarotti) – 4:15
10. Madre dolcissima – 7:23
11. Hai scelto me – 2:30